# Mikheil Korkiya
Mikheil Korkiya (en géorgien : მიხეილ შოთას ძე ქორქია), né le 10 septembre 1948 à Koutaïssi, dans la République socialiste soviétique de Géorgie, est un ancien joueur soviétique de basket-ball, évoluant au poste de meneur. 

## Carrière

### Palmarès
- Champion olympique 1972
- Médaille de bronze aux Jeux olympiques 1976
- Champion d'Europe 1971
- Finaliste du championnat d'Europe 1975
- Finaliste du championnat d'Europe 1977